# 曽慶紅
曽 慶紅（そう けいこう、簡体字：曾 庆红、繁体字：曾 慶紅、英語：Zeng Qinghong、1939年7月30日 - ）は、中華人民共和国の政治家。第16期中国共産党中央政治局常務委員、胡錦濤政権にて第8代国家副主席を歴任した。第16期における党内序列は5位である。中国共産党の指導者世代では第4世代に当たるが、第3世代の最高指導者を務めた江沢民総書記から大きな信頼を得ていた。

## 経歴

### 生い立ち
1939年7月30日に江西省吉安県に誕生する。父は紅軍幹部・曽山（1899年 - 1972年）、母は長征参加の経験を持つ鄧六金。曽山は解放後の1949年に上海市副市長となり、1960年には中央で内務部長（大臣）に任命されている。鄧六金も上海の中国共産党幹部の子弟を預かる華東第一保育院政治協理員を務めた。両親が高位の党幹部であるため、曽慶紅は太子党と呼ばれることがある。北京工業学院自動制御系を卒業後、自動制御専門のエンジニアとして政府機関に勤務し、1960年4月に中国共産党へ入党する。文化大革命中の1969年に下放させられたこともあった。

### 江沢民の側近として
1984年に上海市党委員会に赴任した。党委組織部長、党委秘書長を歴任し、1986年からは宣伝担当の党委副書記となった。1989年の第二次天安門事件直前、上海市党委書記として曽慶紅の直属の上司だった江沢民の指示を受けた曽慶紅と陳至立は、改革開放の急先鋒だった『世界経済導報』を停刊とした。鄧小平ら党指導部は同誌を停刊に追い込み、「経済開放、政治安定」を目指す江沢民の政治手腕を高く評価し、これが天安門事件後に江沢民が党総書記に抜擢される契機となった。つまり曽慶紅は江沢民の総書記就任に大きく貢献したことになる。天安門事件後、江沢民が党総書記に就任すると、曽慶紅は北京に呼び寄せられて党中央弁公庁副主任に任命された。
中央で江沢民の右腕として頭角を現していった曽慶紅は、1993年に党中央弁公庁主任兼中央直属機関工作委員会書記に就任し、党総書記の秘書として幹部の任免に影響力を行使するようになった。その前年の1992年には、軍部に強大な力をもつ長老・楊尚昆・楊白冰兄弟を軍内から追放して江沢民の軍掌握を助けている。また、北京に地盤を築き、天安門事件の論功行賞に不満を漏らしていた北京市党委書記の陳希同も汚職事件を暴いて失脚させ、さらには遠華密輸事件を摘発して、鄧小平が軍部における江沢民の補佐役として指名していた中国人民解放軍の長老・劉華清の影響力を削ぐなど、江の権力強化に貢献した。2002年の第16回党大会では、江沢民の政敵であった李瑞環（当時68歳）を、定年前であるにもかかわらず、政治局常務委員・全国政治協商会議主席から引退へ追い込んだ。

### 政治局常務委員・国家副主席
その一方で江沢民の息のかかった「上海閥」を次々に昇進させている。自らも1997年の第15回党大会で党中央政治局委員候補に選出され、党中央組織部長として党内の人事権を握った。2002年の第16回党大会では政治局常務委員に就任し、中央書記処常務書記、中央党校校長などの要職を兼務、対香港・澳門政策を担当した。この党大会で総書記に就任した胡錦濤は、江沢民政権下でこれらの職務を経て総書記に昇格したため、胡錦濤の次の総書記は曽慶紅と見られていた。
2003年3月に江沢民が国家主席を胡錦濤に譲ると、曽慶紅は江沢民系「上海閥」の代表として国家副主席に就任した。胡錦涛は鄧小平が生前、将来の党総書記・国家主席に指名していた人物で、江沢民の系列では無い。代理人である曽慶紅を通じて影響力を行使しようとする江沢民と新国家主席である胡錦濤の綱引きがしばらく続いた。
中国共産党の最高意思決定機関である政治局常務委員9人のうち、曽慶紅・呉邦国・賈慶林・黄菊・李長春の5人が江沢民系であり、胡錦涛の指導力は発揮しにくいと予想されたが、胡錦涛は政権発足直後の2003年に発生したSARS問題で陣頭指揮をとり、果断な指導力を発揮した。この事件によって胡錦涛の実力が認められ、2004年9月に江沢民は党中央軍事委員会主席も胡錦濤に譲った。胡錦濤が占めていた中央軍事委員会副主席の地位には曽慶紅が就任すると見られていたが、胡錦涛系の徐才厚が任命された。
これで江沢民に見切りをつけた曽慶紅は胡錦濤と接近していく。天安門事件によって総書記を解任され、その後軟禁状態にあった趙紫陽が2005年に死去したが、曽慶紅はその臨終に駆けつけた。また、天安門事件のきっかけを作った胡耀邦総書記の生誕90周年記念座談会を主催し、趙紫陽の失脚の受益者である江沢民や李鵬首相らの反発を招いた。さらに、上海閥の次世代の領袖候補だった陳良宇の汚職問題で、刑事処分の決定に積極的に反対しなかったため、江沢民との間に溝を作っている。
2007年9月の第17回党大会を前に、賈慶林の後任として全国政治協商会議主席に就任するのでは無いかとの観測があがった。当時68歳だった曽慶紅は党大会の秘書長を務めたが、このポストを引退予定者が就いた例は近年にはなく、少なくとも政治局常務委員を続投するものと見られていた。しかし、中央委員の名簿に曽慶紅の名前は無く、引退することが判明する。かつて曽慶紅が自分と同じ68歳の李瑞環降ろしに動き、長老の不興を買っていたため引退が決定したとされる。2008年3月15日の全人代で正式に引退。
後任の国家副主席には曽慶紅がバックアップを行い、「慶紅兄さん」と呼び慕っていた太子党の習近平が就任した。

## 政治姿勢
肩書きにはこだわらず、実権さえ握っていれば良いという考え方を持っていた。1992年の第14回党大会では、自身の反対派に付け込む隙を与えないように、自分を中央委員に選出しないよう江沢民に申し入れた。江沢民の側近として上海市の要職を務め、中央でも中央弁公庁副主任を務めていた曽慶紅が中央委員に選出されること自体は問題はなかったが、彼はこれを辞退したのである。その翌年、中央弁公庁主任に就任し、実質的な権力を握った。また1997年の第15回党大会では、政治局委員に選出されるだろうというメディアの予想に反して政治局委員候補に選出されたが、党中央組織部長を兼任することで党内の人事権を掌握している。
曽慶紅はまた、片親もしくは両親が党幹部であるため出世が通常より早いとされる、いわゆる太子党のまとめ役として影響力を発揮してきた。第17期党大会で中央委員からは退いたが、同じく太子党の習近平、石油利権などで近い賀国強と周永康が常務委員に昇格し、引退後も一定の影響力は保持すると見られる。

### 対外活動
1994年以降中華民国の李登輝総統の秘書である蘇志成と接触を持った。この密談は江沢民が曽慶紅に任せていたものであり、そのことは公然の秘密であるという。曽は中台の指導者とその周辺の個人的接触に関与し、中台間の仲介役を果たしていたのである。
なお、野中広務・古賀誠・二階俊博など、日本側の旧来のいわゆる「親中派」に連なる人脈とパイプを持つと言われ、直接外交を監督する立場には無いが一定の影響力を持つともされる。

## 息子夫婦
息子夫婦の曽偉・蒋梅はオーストラリアにて積極的な不動産投資を行うことで知られる。2008年4月にはオーストラリア不動産市場で第2番目に高額な3240万オーストラリア・ドルにて、ポイント・パイパーにある有名な豪邸（通称："Craig-Y-Mor"）を購入した。更にシドニー不動産史上最高額の500万オーストラリア・ドルを投じての建て替えが予定されている。この大投資により夫婦はオーストラリアに住むことができる投資移民のビザを取得した。